# Amiga Technologies
Die Amiga Technologies GmbH war ein hundertprozentiges Tochterunternehmen von Escom, das zeitweise die Rechte am Amiga-Computersystem, das ursprünglich von Commodore International entwickelt wurde, besaß.
Amiga Technologies wurde Mitte 1995 von Escom gegründet und übernahm einige Mitarbeiter von Commodore, darunter Petro Tyschtschenko als Geschäftsführer. Die Tochtergesellschaft nahm den Amiga 1200 wieder in Produktion, kurz darauf auch den Amiga 4000T. Man wollte auch eine neue Rechnergeneration entwickeln, die den Schritt vom MC680x0 zum PowerPC machen sollte. Dabei war eine Zusammenarbeit mit der Firma phase 5 digital products in der Diskussion. Doch dazu kam es nicht mehr vor dem Ende von Escom.
Trotz großen Absatzes der alten Amiga-Modelle fehlte Escom das Geld, um die Entwicklung voranzutreiben. Der auf der CeBIT 1996 vorgestellte Prototyp Walker, noch mit alter MC680x0-Technologie, war eine große Enttäuschung.
Mitte 1996 kam es zum Konkurs von Escom, und VisCorp, ein US-amerikanischer Hersteller von Set-Top-Boxen, unterschrieb einen Kaufvertrag für Amiga Technologies. Es stellte sich jedoch heraus, dass das Unternehmen den Kaufpreis von 40 Millionen Dollar nicht aufbringen konnte.
1997 erwarb der PC-Hersteller Gateway 2000 alle Rechte und Patente von Amiga. Amiga Technologies wurde – weiterhin unter Leitung von Petro Tyschtschenko – zu Amiga International, Inc., und in den USA wurde zusätzlich Amiga, Inc. als Entwicklungsabteilung gegründet. Amiga Technologies GmbH wurde daraufhin am 29. November 1999 im Amtsgericht Bensheim gelöscht.